# Liste der Monuments historiques in Meillard
Die Liste der Monuments historiques in Meillard führt die Monuments historiques in der französischen Gemeinde Meillard auf.

## Liste der Bauwerke
| Bezeichnung      | Beschreibung                       | Standort | Kennzeichnung | Schutzstatus   | Datum     | Bild           |
| ---------------- | ---------------------------------- | -------- | ------------- | -------------- | --------- | -------------- |
| Château des Aix  | Schloss, erbaut im 14. Jahrhundert | (Lage)   | PA00093155    | Classé Inscrit | 1989 2001 | weitere Bilder |
| Kirche St-Martin | Erbaut im 12. Jahrhundert          | (Lage)   | PA00093156    | Inscrit        | 1933      | weitere Bilder |

## Liste der Objekte
| Bezeichnung          | Beschreibung                             | Standort                       | Kennzeichnung | Schutzstatus | Datum | Bild |
| -------------------- | ---------------------------------------- | ------------------------------ | ------------- | ------------ | ----- | ---- |
| Gemälde Kreuzabnahme | nach einem Gemälde von Peter Paul Rubens | in der Kirche St-Martin (Lage) | PM03001474    | Inscrit      | 1993  |      |